# Panormos (Kykladen)
Panormos (griechisch Πάνορμος (m. sg.)) ist ein Gemeindebezirk der griechischen Insel und Gemeinde Tinos. Er besteht aus dem gleichnamigen Dorf mit 336 Einwohnern, dem Küstenort Ormos Panormou mit 92 Einwohnern (2011) und einigen weiteren kleinen Siedlungen.
Das Dorf hieß ursprünglich Pyrgos Panormou (Πύργος Πανόρμου) und wurde unter diesem Namen 1912 als Landgemeinde (kinotita) anerkannt. Die Umbenennung in Panormos erfolgte 1915, offiziell mit dem Zusatz Tinou als Unterscheidungsmerkmal zu anderen Gemeinden des Namens. Zum 1. Januar 2011 wurden die Gemeinden Tinos’ zu einer einzigen Inselgemeinde fusioniert, in der Panormos seither einen Gemeindebezirk bildet.

## Lage

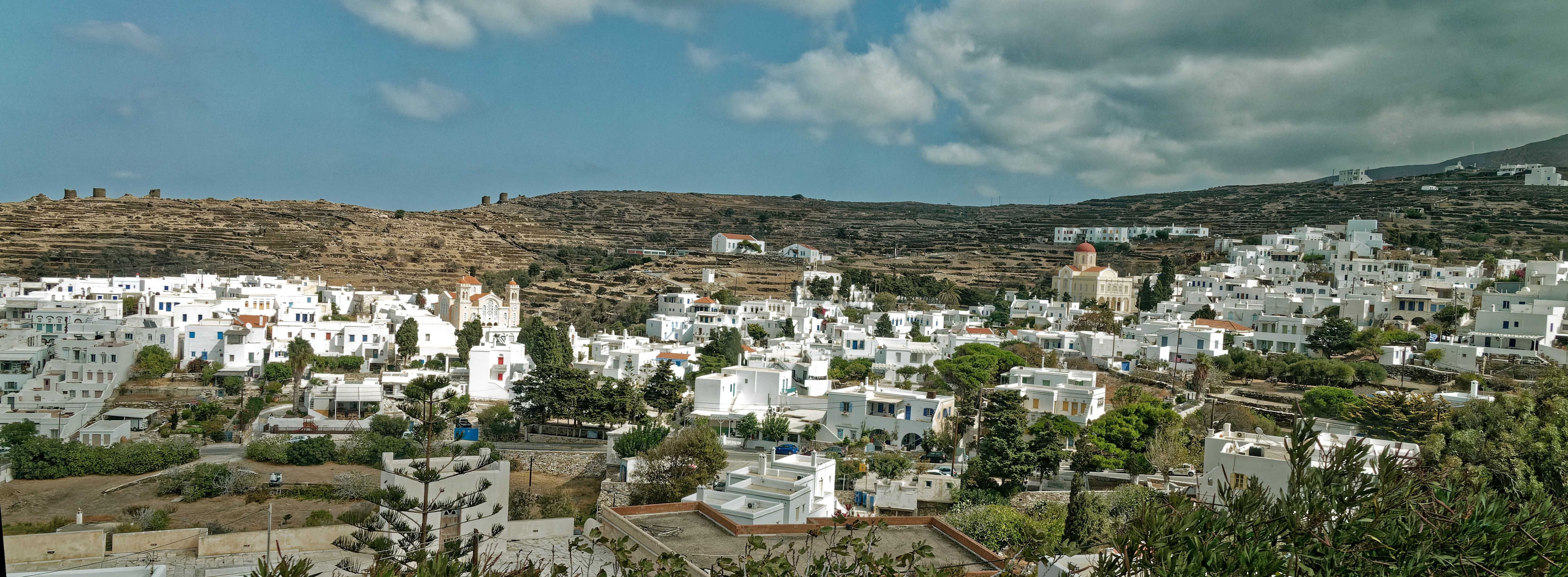
Blick auf Panormos

Der Gemeindebezirk Panormos nimmt im Nordwesten der Insel eine Fläche von 33,378 km² ein und ist Teil des traditionellen Gebiets Exo Meri (Έξω Μέρη). Nach Nordwesten läuft die Küstenlinie zur Andros-Tinos-Meerenge (Στενό Άνδρο Τήνου) zu. Die Insel Andros liegt 1,5 km nordwestlich. In der Meerenge, in unmittelbarer Küstennähe liegt die Inselgruppe Kalogeri (Καλόγεροι) mit den Inseln Megalo Nisi (Μεγάλο Νησί auch Kondino Κοντινό, Höhe 58 m) und Dysvato (Δύσβατο). Die Bucht von Panormos (Όρμος Πάνορμος) auf der Nordseite ist ein ehemaliger Hafen für den Marmorexport. Auf der vorgelagerten unbewohnten Insel Planitis (Πλανήτης, Höhe 87 m) befinden sich die Ruinen eines 1886 erbauten Leuchtturms. Im Südosten grenzt die Gemeinde Exomvourgo an.

## Geschichte
Die Gegend um das Kloster Kyra Xeni (Μονή Κυρά Ξένη) gehört zu den am frühesten besiedelten Gebieten der Insel. Die ältesten Zeugnisse der Geschichte sind ein Grab der mykenischen und der geometrischen Zeit, die in der Nähe des Klosters etwa zwei Kilometer östlich von Marla gefunden wurden. Die Inschrift eines Tempels aus dem 4. Jahrhundert v. Chr. wurde im Gebiet von Evangelistria entdeckt.
Bereits in der Antike wurde Marmor an verschiedenen Orten abgebaut. Der weiße Marmor wurde für das Poseidon-Heiligtum von Kiona westlich der Stadt Tinos und verschiedene Monumente auf der nahegelegenen Insel Delos verwendet.
Der ursprüngliche Name Pyrgos (‚Turm‘) des vermutlich ältesten Dorfes der Gegend bezieht sich auf den Standort eines venezianischen Turmes aus dem 16. Jahrhundert n. Chr.
Die wirtschaftliche und künstlerische Bedeutung von Pyrgos und der umliegenden Dörfer erreichte im 18. und 19. Jahrhundert ihren Höhepunkt. Schifffahrt und Handel florierten, die reichen Marmorvorkommen wurden ausgebeutet und Panormos wurde der Hafen für die Marmortransporte. Die ersten Marmorbildhauerwerkstätten entstanden, zahlreiche anonyme Künstler schufen Denkmäler, Büsten, Statuen für Städte in Griechenland auf dem Balkan und in Kleinasien. Die Dörfer der Gegend werden seit dem 18. Jahrhundert als Wiege moderner griechischer Traditionen wie Bildhauerei, Marmorbildhauerei und Malerei betrachtet und brachten einige bedeutende Künstler hervor.

## Verwaltungsgliederung
Der Gemeindebezirk Panormos besteht aus der gleichnamigen Ortsgemeinschaft mit neun Dörfern und drei unbewohnten Inseln. Die im Inselinneren liegenden Dörfer Panormos auch als Pyrgos bezeichnet sowie Platia, Venardatos, Mamados und Marlas sind ganzjährig bewohnt, dagegen sind die auf der Nordseite liegenden Küstenorte Koumelas, Malli, Ormos Panormou und Rocharis überwiegend in den Sommermonaten bewohnt.
| Ortsgemeinschaft | griechischer Name           | Code   | Fläche (km²) | Einwohner 2001 | Einwohner 2011 | Dörfer und Siedlungen |
| ---------------- | --------------------------- | ------ | ------------ | -------------- | -------------- | --- |
| Panormos         | Δημοτική Κοινότητα Πανόρμου | 700103 | 34,361       | 679            | 489            | Panormos (Πάνορμος (m. sg.)), 336 Venardatos (Βεναρδάτος (m. sg.)), 5 Koumelas (Κουμελάς (m. sg.)), unbewohnt Malli (Μαλλί (n. sg.)), unbewohnt Mamados (Μαμάδος (m. sg.)), 4 Marlas (Μαρλάς (m. sg.)), 23 Ormos Panormou (Όρμος Πανόρμου (m. sg.)), 92 Platia (Πλατιά (n. pl.)), 24 Rocharis (Ρόχαρης (m. sg.)), 5 |

Zum Gemeindebezirk zählen zudem die unbewohnten Felseninseln
- Megalo Nisi (Μεγάλο Νησί (n. sg.)) auch Kondino (Κοντινό)
- Dysvato (Δύσβατο (n. sg.))
- Planitis (Πλανήτης (m. sg.)) oder Planoudi (Πλανούδι)

## Sehenswürdigkeiten

### Museen
Museum Tiniotischer Künstler
Das 1930 gegründete Museum Tiniotischer Künstler (Μουσείο Τηνίων Καλλιτεχνών) gehört zu bedeutendsten Museen junger griechischer Bildhauergeschichte. Die Werke wurden von der Stiftung Evangelistria von Tinos erworben oder von den Künstlern gestiftet, um ihren Dank gegenüber der Stiftung für die Stipendien auszudrücken. Die Ausstellung zeigt Bildhauerarbeiten von Georgios Fytalis, Dimitrios Filippotis Gemälde von Nikiphoros Lytras und Nikolaos Gyzis sowie Werke von zeitgenössischen Künstlern.
Museum Giannouli Chalepa
Das Museum Giannoulis Chalepas (Μουσείο του Γιαννούλη Χαλεπά) ist im ehemaligen Wohnhaus des wichtigsten neoklassizistischen griechischen Bildhauers untergebracht und befindet sich unmittelbar neben dem Museum Tiniotischer Künstler. Auf zwei Etagen sind Fotografien, Originalskizzen und einige teilweise unvollendete Skulpturen im persönlichen Umfeld des Künstlers zu sehen.

### Kirchen
Als bemerkenswerte Beispiele der Kykladenarchitektur des 18. Jahrhunderts wurden die Kirchen Agia Fotini, Agios Georgios, Agios Ioannis, Isodion tis Theotokou und Trion Ierarchon in Pyrgos sowie Agios Charalambos und Panagia Platsianis in Platia in die nationale Denkmalliste aufgenommen.

## Kultur
Die bedeutendste Ausbildungsstelle für Marmorbildhauerei in Griechenland, die Schule der Schönen Künste (Σχολή Καλών Τεχνών), wurde 1955 gegründet. Die beiden besten Absolventen der dreijährigen Ausbildung werden ohne Prüfung an der Hochschule der Bildenden Künste Athen aufgenommen. Die anderen Schüler arbeiten an Projekten für den Wiederaufbau antiker Monumente. Neben der Marmorbildhauerei, Bildhauerei werden noch Architektur, Malerei und Kunstgeschichte gelehrt. Die Schule untersteht dem Ministerium für Kultur, die Stiftung Evangelistria von Tinos ist der größte Geldgeber.

## Wirtschaft

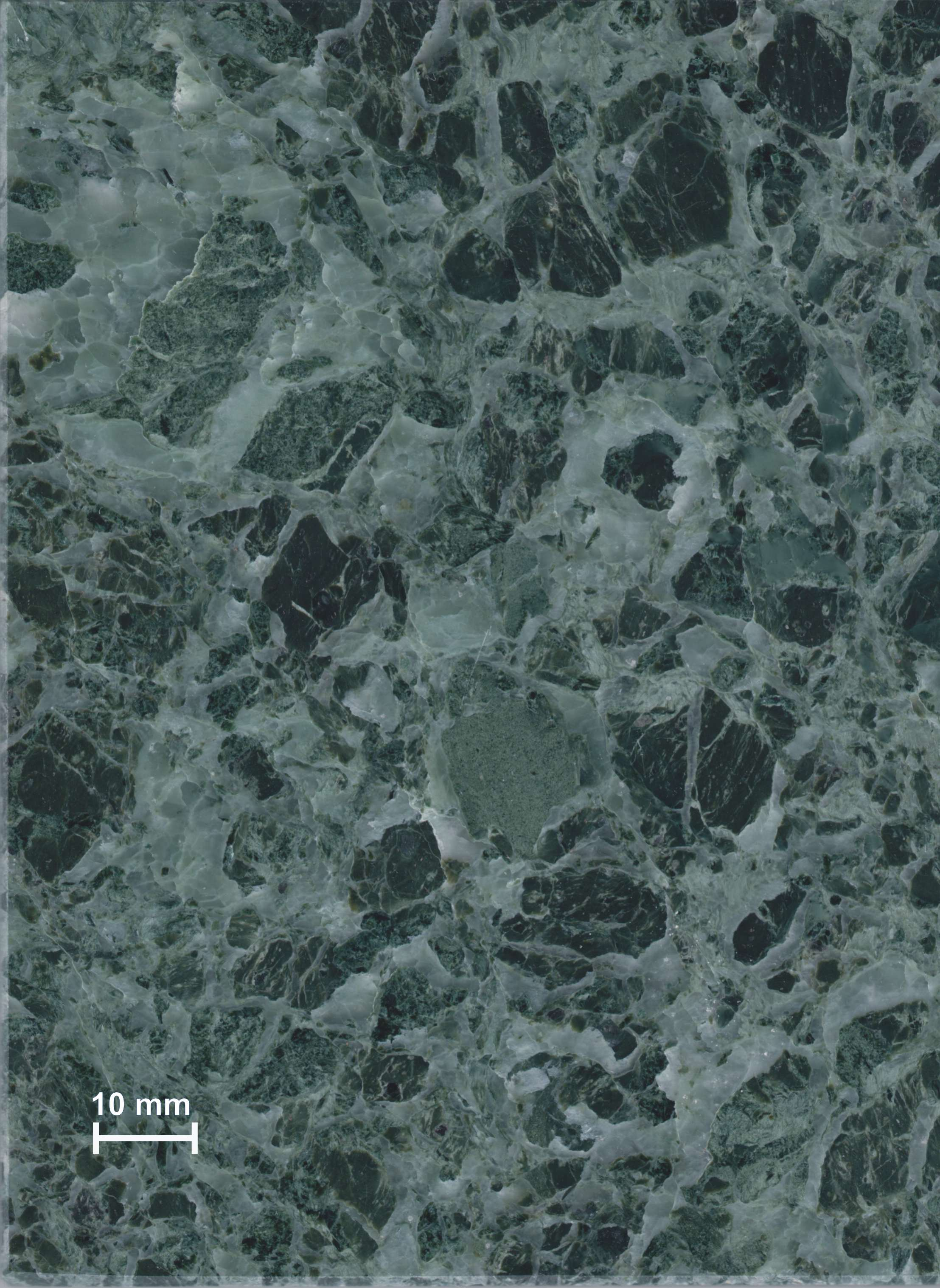
Serpentinitbrekzie Tinos Grün

Die meisten Marmorsteinbrüche (Pyrgos-Marmor) liegen im Nordwesten von Tinos, der bedeutendste befindet sich in der Nähe von Marla am Berg Pateles (Πατέλες). Ferner gibt es den Abbau einer grünen Serpentinitbrekzie (Tinos Grün).

## Persönlichkeiten
- Nikiforos Lytras (1832–1904), Maler,  Vertreter der sogenannten Münchner Schule
- Dimitrios Filippotis (1839–1919), griechischer Bildhauer
- Giannoulis Chalepas (1851–1938), einer der bedeutendsten griechischen Bildhauer